# فرودگاه اولی‌ویئسکا
فرودگاه اولی‌ویئِسکا (به انگلیسی: Ylivieska Airfield) (به زبان بومی: Ylivieskan lentokenttä) یک فرودگاه با کد یاتا YLI است که یک باند فرود بله دارد و طول باند آن 1500 فوت و از جنس آسفالت است. این فرودگاه در کشور فنلاند قرار دارد و در ارتفاع ۷۷ متری از سطح دریا واقع شده‌است.
نویسنده:a.m.golabi